# Weymouth and Portland
Weymouth and Portland est un ancien district non-métropolitain et un borough situé dans le comté de Dorset, en Angleterre. Il avait pour chef-lieu la ville de Weymouth.
Créé en 1974 par l'application du Local Government Act 1972, le district a été aboli en 2019, comme les cinq autres districts du Dorset (Christchurch, East Dorset, North Dorset, Purbeck et West Dorset). Depuis cette date, le comté n'est plus subdivisé et constitue une autorité unitaire.
La ville est jumelée à Louviers (Normandie, France).

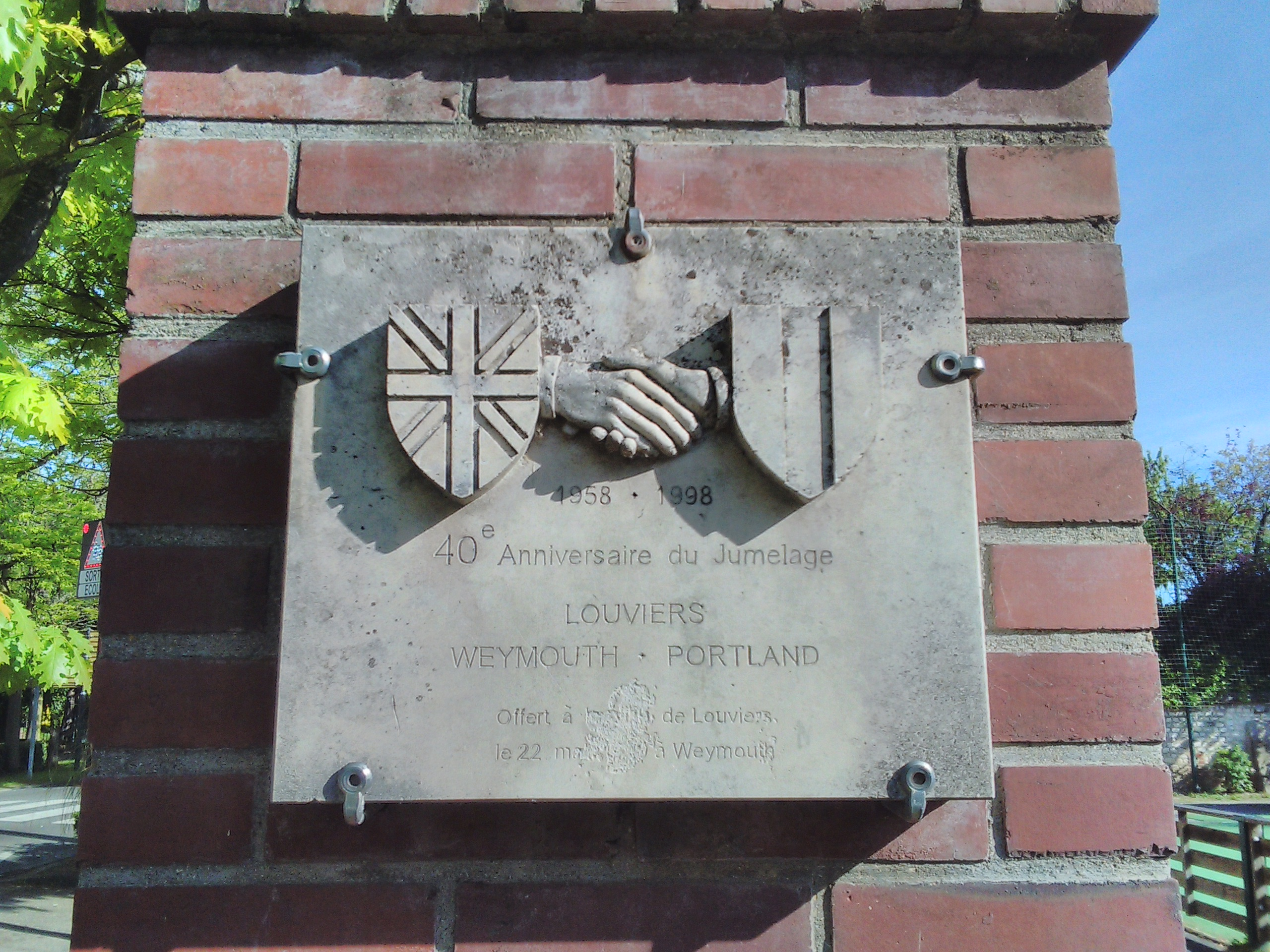
Plaque commémorative à Louviers, rue Jules-Ferry